# Laccophilus mathani
Laccophilus mathani är en skalbaggsart som beskrevs av Guignot 1955. Laccophilus mathani ingår i släktet Laccophilus och familjen dykare. Inga underarter finns listade i Catalogue of Life.